# Meg White

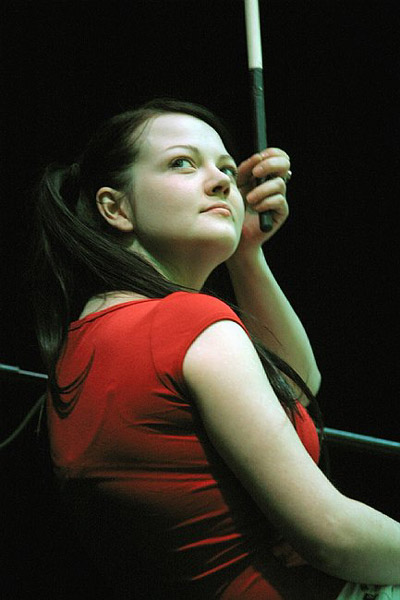
Meg White (2002)

Megan Martha „Meg“ White (* 10. Dezember 1974 in Grosse Pointe Farms, Michigan) ist eine US-amerikanische Schlagzeugerin, bekannt durch das Rock-Duo The White Stripes.

## Leben
Meg White wuchs in der Gegend von Detroit mit ihren Eltern und ihrer Schwester Heather auf.
In den frühen 1990er-Jahren arbeitete Meg White als Barkeeperin in einem Restaurant bei Detroit, wo sie den Musiker und Songwriter John Anthony Gillis kennenlernte. Sie heirateten am 21. September 1996. Gillis nahm ihren Nachnamen an und wurde unter dem Namen Jack White bekannt. Jack spielte bereits in einem Duo als Schlagzeuger. Als die Band auseinanderbrach, setzte sich Meg am 14. Juli 1997 aus einer Laune heraus an Jacks Schlagzeug, obwohl sie keinerlei Erfahrung hatte. Da Jack ihr Spiel als „befreiend und erfrischend“ empfand, arbeiteten beide weiter zusammen unter dem Namen The White Stripes.
Am 24. März 2000 ließen sich Meg und Jack scheiden, arbeiteten aber bis zur Auflösung der Band Anfang 2011 weiter miteinander. Von Mai 2009 bis Juli 2013 war Meg White mit dem Gitarristen Jackson Smith, dem Sohn von Patti Smith und Fred „Sonic“ Smith, verheiratet.

## White Stripes

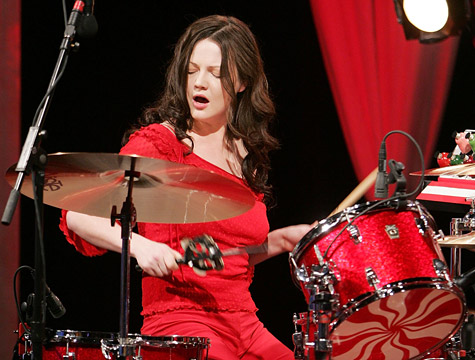
Mit den White Stripes, 2007

Meg und Jack White nannten sich zuerst The Red and White Stripes nach Megs Lieblings-Pfefferminz-Bonbons. Ihren ersten Auftritt hatten sie bereits am 15. August 1997 im Gold Dollar in Detroit, auf einer Veranstaltung für Newcomer, bei der nur 10 bis 15 Leute anwesend waren. Der Auftritt kam sehr gut an, was Jack vor allem auf Megs Schlagzeugspiel zurückführte. 1998 brachte die Band ihre ersten beiden Singles heraus. In den Jahren 1999 und 2000 erschienen die Alben The White Stripes und De Stijl. Die Band erlangte zunächst nur lokale Berühmtheit.
Im Zuge der Hype-Welle um Retro-Bands im Jahre 2002 wurde das Ende 2001 veröffentlichte Album White Blood Cells ihr erster großer Erfolg, mit dem sie auch international bekannt wurden. Der Nachfolger Elephant (2003) brachte den kommerziellen Durchbruch. Die Single-Auskopplung Seven Nation Army wurde ihr bekanntester Song. Im selben Jahr erhielt die Band zwei Grammys in den Kategorien „Best Alternative Music Album“ (für Elephant) und „Best Rock Song“ (für Seven Nation Army). Meg White sang auch einige der White-Stripes-Titel, so In The Cold, Cold Night, Passive Manipulation und Who’s a Big Baby. Im Juni 2005 folgte das Album Get Behind Me Satan, 2007 das sechste Studioalbum Icky Thump. Am 2. Februar 2011 kündigte die Band ihre Auflösung an.
Resümierend sagte Jack White später von Megs Rolle in der Band, „Meg hat die White Stripes komplett kontrolliert. Sie ist die sturste Person, die ich je getroffen habe, und man erfährt nicht einmal die Gründe dafür.“ In ihrem öffentlichen Auftreten galt sie als „Whiskey trinkende, Camel Light-rauchende Sphinx“. Betont wurde die Bedeutung von Whites simplizistischem Stil für den Sound der White Stripes, den sie durch den „absichtsvollen Raum zwischen den Noten“ und den „gleichmäßigen Rhythmus“ als Grundlage für Jack Whites Spiel gestaltete.
White spielte um 2002 ein Drumkit von Pearl. Ein starker Einfluss auf ihr Spiel war Maureen Tucker. 2016 reihte der Rolling Stone Meg White unter die 100 größten Schlagzeuger aller Zeiten ein.